# Antares (foguete)

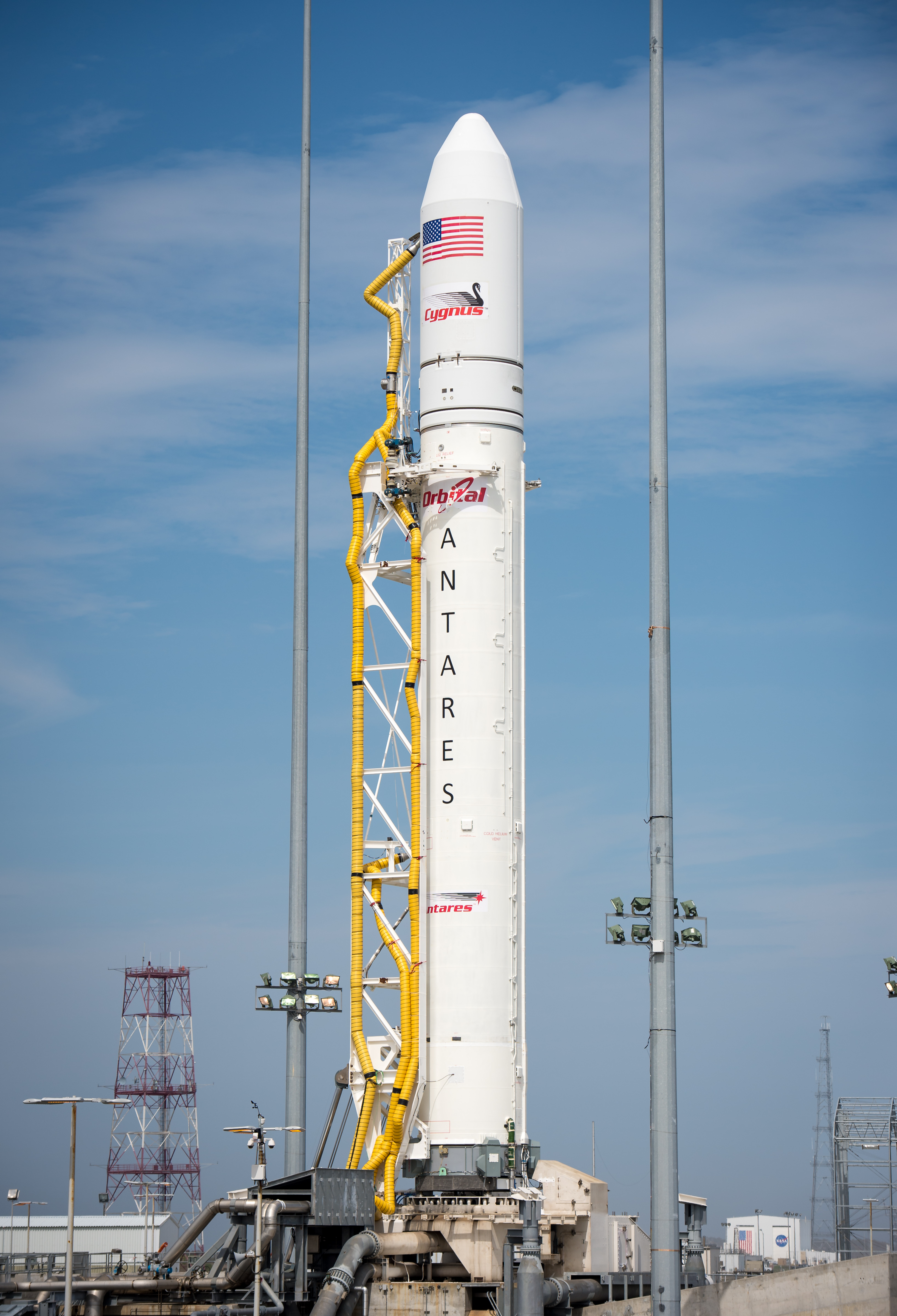
O foguete Antares.

O foguete Antares, conhecido no início do desenvolvimento como Taurus II, é um veículo de lançamento descartável desenvolvido pela Orbital Sciences Corporation. Este veículo de lançamento é usado para lançar a nave não tripulada Cygnus que é usado para abastecer a Estação Espacial Internacional.
Com 40,5 m de altura, 3,9 m de diâmetro, pesando 240 toneladas, ele foi projetado para conduzir cargas úteis de até 5.000 kg em órbitas LEO. Seu vôo de estreia foi no dia 21 de abril de 2013.

## Missões

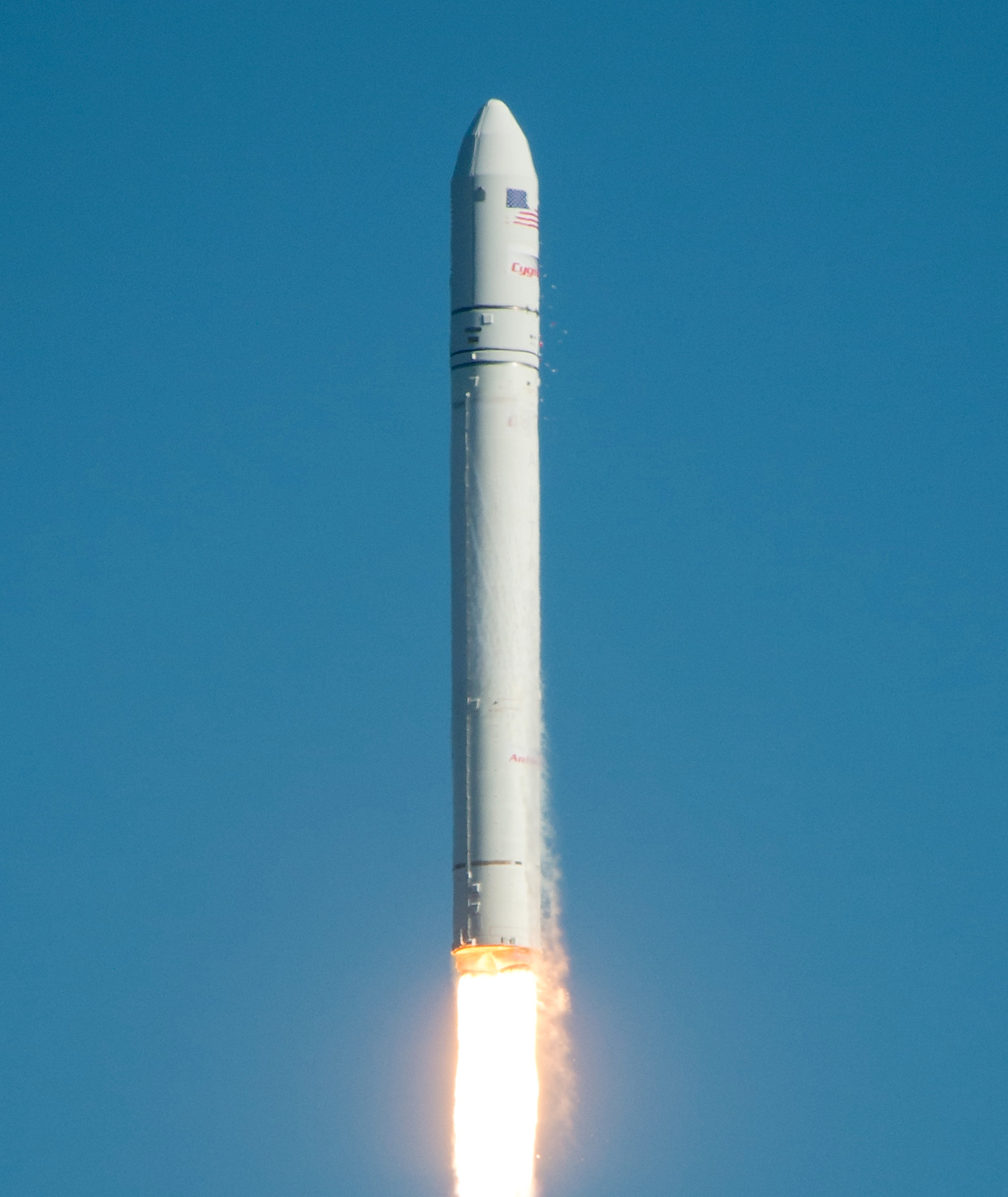
O Antares 110 sendo lançado.

A lista a seguir inclui todas as missões que que já foram realizadas e missões que estão atualmente planejadas para ser lançado a partir do Mid-Atlantic Regional Spaceport Launch Pad 0A.
O PCM de cada missão da Cygnus, até agora, recebeu um nome de um astronauta da NASA já falecido.
No dia 28 de Outubro de 2014 ele explodiu depois de sua decolagem, não teve feridos
| # | Missão        | Carga                                                      | Variante   | Data de Lançamento (UTC)     | Foguete     | Resultado | Notas | Ref.                      |
| 1 | Antares A-ONE | - Cygnus Mass Simulator - Dove 1 - Alexander, Graham, Bell | Padrão     | 21 de abril de 2013 21:00    | Antares 110 | Sucesso   | Voo de teste do Antares. Usando um Castor 30A como segundo estágio e não foi inserida nenhuma terceira fase. | [ 3 ] [ 4 ]               |
| 1 | Cygnus Orb-D1 | G. David Low Cygnus                                        | Padrão     | 18 de setembro de 2013 14:58 | Antares 110 | Sucesso   | Primeira missão Cygnus, foi a primeira missão do veículo a se encontrar com ISS, a primeira missão a atracar com a ISS, segundo lançamento do Antares. O encontro entre o novo cargueiro Cygnus e a Estação Espacial Internacional foi adiada devido a um problema no computador de ligação de dados, mas o problema foi resolvido e o acoplamento com a estação espacial foi realizado logo a seguir. | [ 7 ] [ 8 ] [ 9 ]         |
| 2 | Orb CRS-1     | C. Gordon Fullerton Cygnus                                 | Padrão     | 09 de janeiro de 2014 18:07  | Antares 120 | Sucesso   | Primeira missão de serviço de reabastecimento comercial da Cygnus, Primeiro foguete Antares lançado usando o estágio Castor 30B. | [ 8 ] [ 9 ] [ 10 ] [ 11 ] |
| 3 | Orb CRS-2     | Janice E. Voss Cygnus                                      | Padrão     | 13 de julho de 2014 16:52    | Antares 120 | Sucesso   | | [ 12 ] [ 13 ]             |
| 4 | Orb CRS-3     | Deke Slayton Cygnus                                        | Padrão     | 28 de outubro de 2014 22:22  | Antares 130 | Falha     | Primeiro lançamento do Antares usando um estágio superior Castor 30XL; A carga do foguete, incluía um satélite e uma missão CubeSat designada de RACE, além de experimentos científicos e carga para reabastecer à Estação Espacial Internacional. O foguete Antares sofreu uma anomalia segundos após o lançamento que levam à explosão do veículo e perda da carga útil.                             | [ 10 ] [ 18 ]             |
| 5 | Orb CRS-4     | Cygnus                                                     | Aprimorada | janeiro/fevereiro de 2015    | Antares 130 | Planejado | Primeira missão da nave Cygnus aprimorada | [ 10 ] [ 19 ]             |
| 6 | Orb CRS-5     |                                                            | Aprimorada | julho/agosto de 2015         | Antares 130 | Planejado | | [ 10 ] [ 19 ]             |
| 7 | CRS Orb-6     |                                                            | Aprimorada | TBD                          | Antares 130 | Planejado | | [ 10 ] [ 19 ]             |
| 8 | CRS Orb-7     |                                                            | Aprimorada | TBD                          | Antares 130 | Planejado | | [ 10 ] [ 19 ]             |
| 9 | CRS Orb-8     |                                                            | Aprimorada | TBD                          | Antares 130 | Planejado | | [ 10 ] [ 19 ]             |

DETALHES:

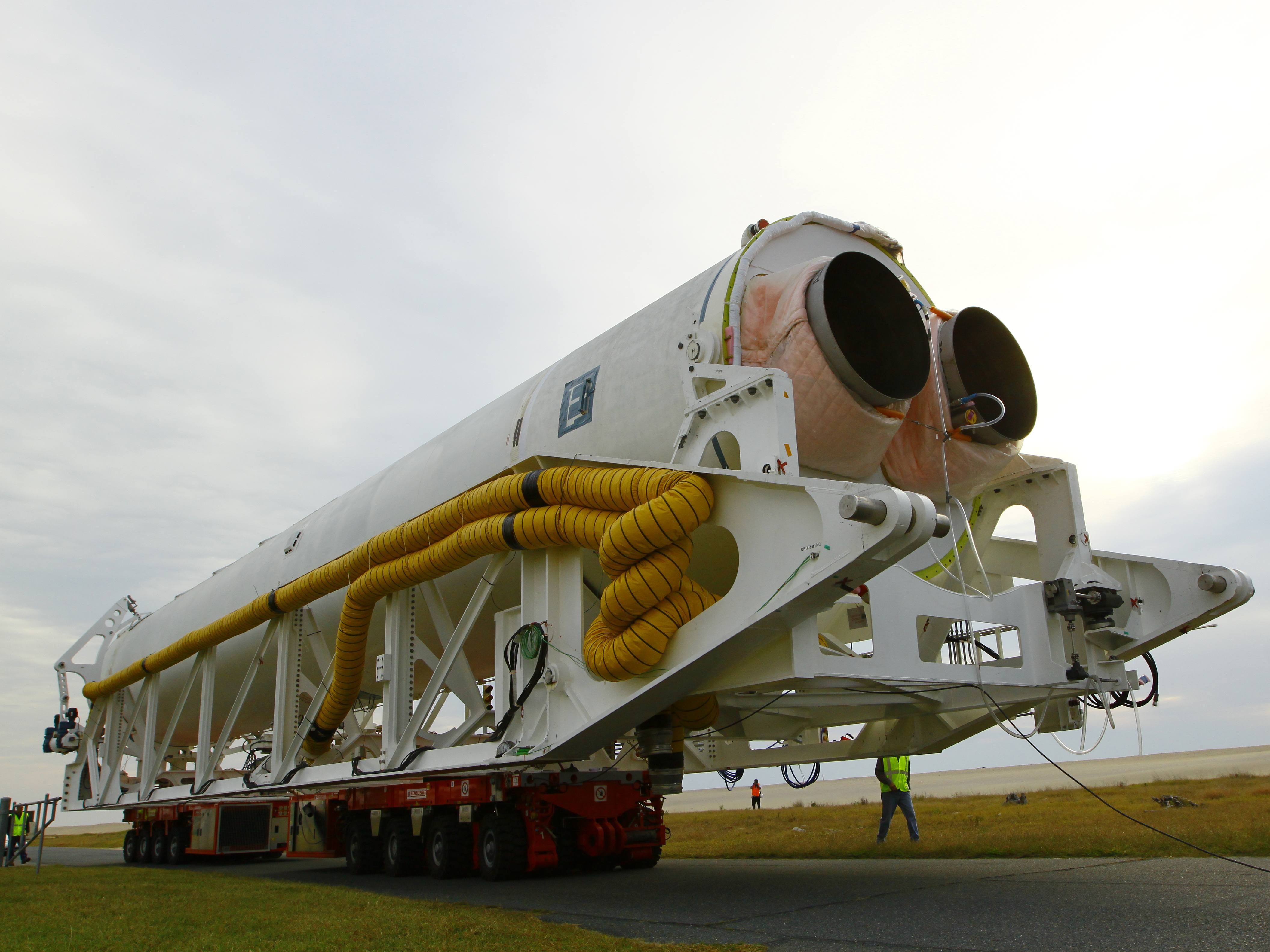
O primeiro estágio do foguete Antares, sendo posicionado para testes em 1 de Outubro de 2012.

O primeiro estágio do foguete "Antares" foi elaborado e construído pelas empresas ucranianas SDO "Yuzhnoye", "Yuzhmash" (Dnipropetrovsk) em cooperação com empresas ucranianas "Hartron ARCOS" (Kharkiv), "Kyivprylad" (Kyiv), "Hartron YUKOM" (Zaporizzhya), "CHESARA", "RAPID" (Chernigiv) e outros.

A preração do "Antares" para o lançamento, seus testes e o próprio lançamento foram realizados com a participação de especialistas das empresas SDO "Yuzhnoye", "Yuzhmash" e "Hartron ARCOS".